# Sava Vladislavitsch

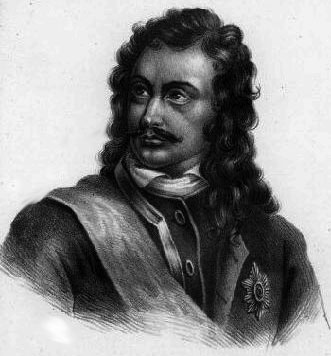
Sava Vladislavitsch

Sava Vladislavitsch, auch Sava Vladislavitsch Ragusinski, Sava Lukitsch Ragusinski-Vladislavitsch (russisch Савва Лукич Рагузинский-Владиславич; * 16. Januarjul. / 26. Januar 1668greg. in Gacko; † 17. Junijul. / 28. Juni 1738greg. auf dem Gutshof Matoksa, Rajon Wsewoloschsk) war ein osmanisch-ragusisch-russischer Kaufmann und Diplomat serbischer Herkunft.

## Leben
Vladislavitschs serbischer Vater Luka Vladislavitsch war Gutsherr in Gacko und wurde von Türken im Eyâlet Bosnien vertrieben, worauf er sich mit seiner Familie in Ragusa niederließ. Um sich von den in Bosnien verbliebenen Vladislavitschs zu unterscheiden, nahm er den Beinamen Ragusinski an. Sein nach dem heiligen Sava I. benannter Sohn erhielt eine ausgezeichnete Erziehung. In Venedig lernte er Italienisch, Latein, Philosophie, Rechts- und Wirtschaftskunde und Meereskunde. In Spanien und Frankreich studierte er Internationales Handelsrecht, so dass er ein wichtiger Helfer seines Vaters bei dessen Geschäften in Ragusa wurde.
Als Vladislavitsch wegen Handelsgeschäften 1698 nach Konstantinopel kam, führte er inoffiziell auch Aufträge der russischen Außenpolitiker Wassili Golizyn und Jemeljan Ukrainzew aus. 1702 traf Vladislavitsch in Asow Peter I. In Konstantinopel vertrat Vladislavitsch die russischen Interessen zusammen mit Pjotr Tolstoi. Vladislavitsch kaufte Abraham Hannibal als Pagen für Peter I. 1703 besuchte Vladislavitsch Moskau, wo er das zehnjährige Privileg für freien Handel in Russland gleichberechtigt mit den russischen Kaufleuten, das dreijährige Monopol für den Verkauf von Fuchspelzen aus Sibirien und das Recht für die Ein- und Ausfuhr von Waren erhielt. Auch war Vladislavitsch geheimer Agent des Hetmans Iwan Masepa in Konstantinopel (1703–1708).
1708 ließ sich Vladislavitsch in Moskau nieder. Er initiierte die Prägung von Kupfermünzen in Russland. Als er 1709 vor der Schlacht bei Poltawa durch seine Informanten von dem geheimen Bündnis des Osmanischen Reichs mit Schweden erfuhr, gelang es ihm, mit genügend viel Geld Peters I. das Osmanische Reich von einem Eingreifen auf Seiten Schwedens abzuhalten. 1710 wurde Vladislavitsch zum Hofrat (7. Rangklasse) ernannt. 1711 war er Vertreter Russlands in Montenegro und Moldawien und unterstützte während des Pruthfeldzugs in Moldawien das Ziel der Befreiung der slawischen Völker auf der Balkanhalbinsel aus dem Osmanischen Reich. Die Republik Ragusa verlieh ihm 1711 den Grafentitel.
1716–1722 lebte Vladislavitsch in Venedig und pflegte die Kontakte mit der venezianischen Aristokratie und auch mit ausländischen Besuchern: Ernst Ludwig Landgraf von Hessen-Darmstadt, Gouverneur Girolamo Colloredo des Herzogtums Mailand, Theodor Lubomirski, Anselm Franz von Thurn und Taxis. Vladislavitsch führte Verhandlungen in Rom und Venedig. Er bereitete geheime Verträge mit Papst Clemens XI. vor, die nach dessen frühem Tod nicht realisiert wurden. Er erreichte ein Konkordat mit der Römischen Kurie. 1720 widmete ihm Antonio Vivaldi die Oper La verità in cimento (RV 739). Auf Anweisung Peters I. bestellte er in Italien Skulpturen für den Sommergarten in St. Petersburg. Er schickte italienische Fachleute, Instrumente und Gerät für Peters Werkstatt in St. Petersburg. Vom Papst bekam er als Geschenk die antike Statue Venus Tauride, die dann im Taurischen Palais in St. Petersburg stand und sich jetzt in der Eremitage befindet. 1722 veröffentlichte Vladislavitsch die Übersetzung ins Russische des 1601 von Mavro Orbini verfassten Werks Il Regno de gli Slavi mit einem langen Abschnitt über den Kosovo, die eine hohe Aufmerksamkeit erhielt.
1725 wurde Vladislavitsch als Nachfolger Lorenz Langes zum bevollmächtigten Botschafter am chinesischen Hof ernannt und 1726 mit Oberst Iwan Buchholz, der zum Hauptverwalter der russischen Provinzen an der chinesischen Grenze ernannt wurde, nach China zu Verhandlungen mit der chinesischen Regierung geschickt, die zum Bureja-Grenzvertrag und zum Vertrag von Kjachta führten. Nach der Rückkehr nach St. Petersburg 1728 erhielt er den Alexander-Newski-Orden mit Ernennung zum Wirklichen Staatsrat (4. Rangklasse). Für die Regierung verfasste er einen detaillierten Bericht über das Kaiserreich China und nahm später an verschiedenen Beratungen russisch-chinesischer Handelsprobleme teil.
Vladislavitschs Mutter wurde Nonne und starb 1726. Mit seiner Frau Virgilia Trevisani aus einer venezianischen Adelsfamilie, die er 1718 geheiratet hatte, bekam er drei Töchter, die jung starben.
1737 verkaufte Vladislavitsch seinem Neffen Graf Gawril Iwanowitsch die Landgüter in Kleinrussland, die ihm Peter I. geschenkt hatte. Seine livländischen Güter verkaufte er 1738 dem Vizepräsidenten des Justizkollegiums Kammerjunker Baron Mengden. Die verbleibenden Güter vermachte er seinem zweiten Neffen und Alleinerben Graf Moissei Iwanowitsch, der verpflichtet wurde, zwei Kisten mit slawischen kirchlichen Büchern an zwei serbische Klöster zu schicken. Dazu bestellte er in Moskau silbernes Kirchengerät für eine serbische Kirche für sein Seelenheil.
Vladislavitsch starb auf dem Gutshof Matoksa und wurde in St. Petersburg in der Mariä-Verkündigungs-Kirche im Alexander-Newski-Kloster neben seiner Mutter und seinen Töchtern beigesetzt. Seine Witwe kehrte nach Venedig zurück.

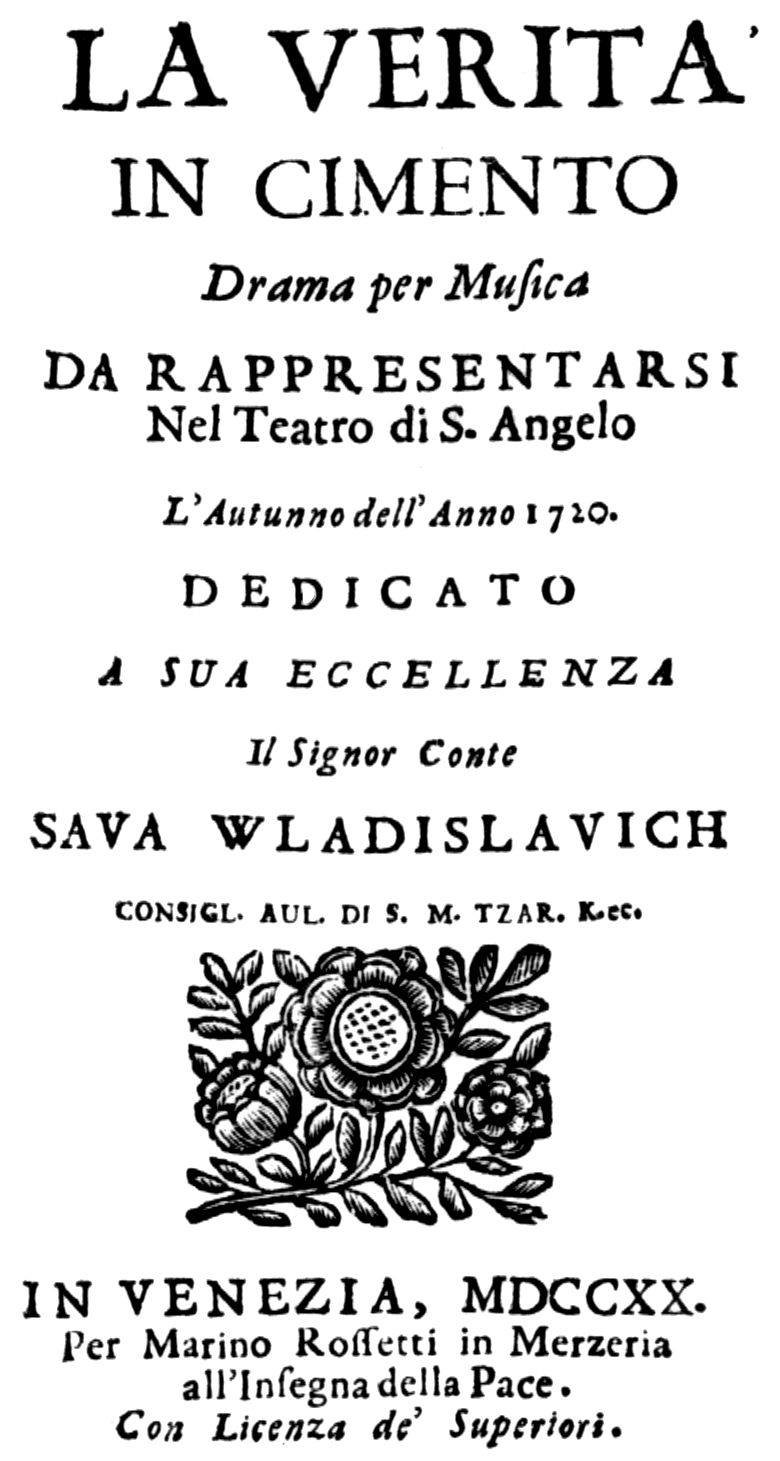
Titelblatt des Librettos der Oper La verità in cimento Antonio Vivaldis (Venedig 1720)
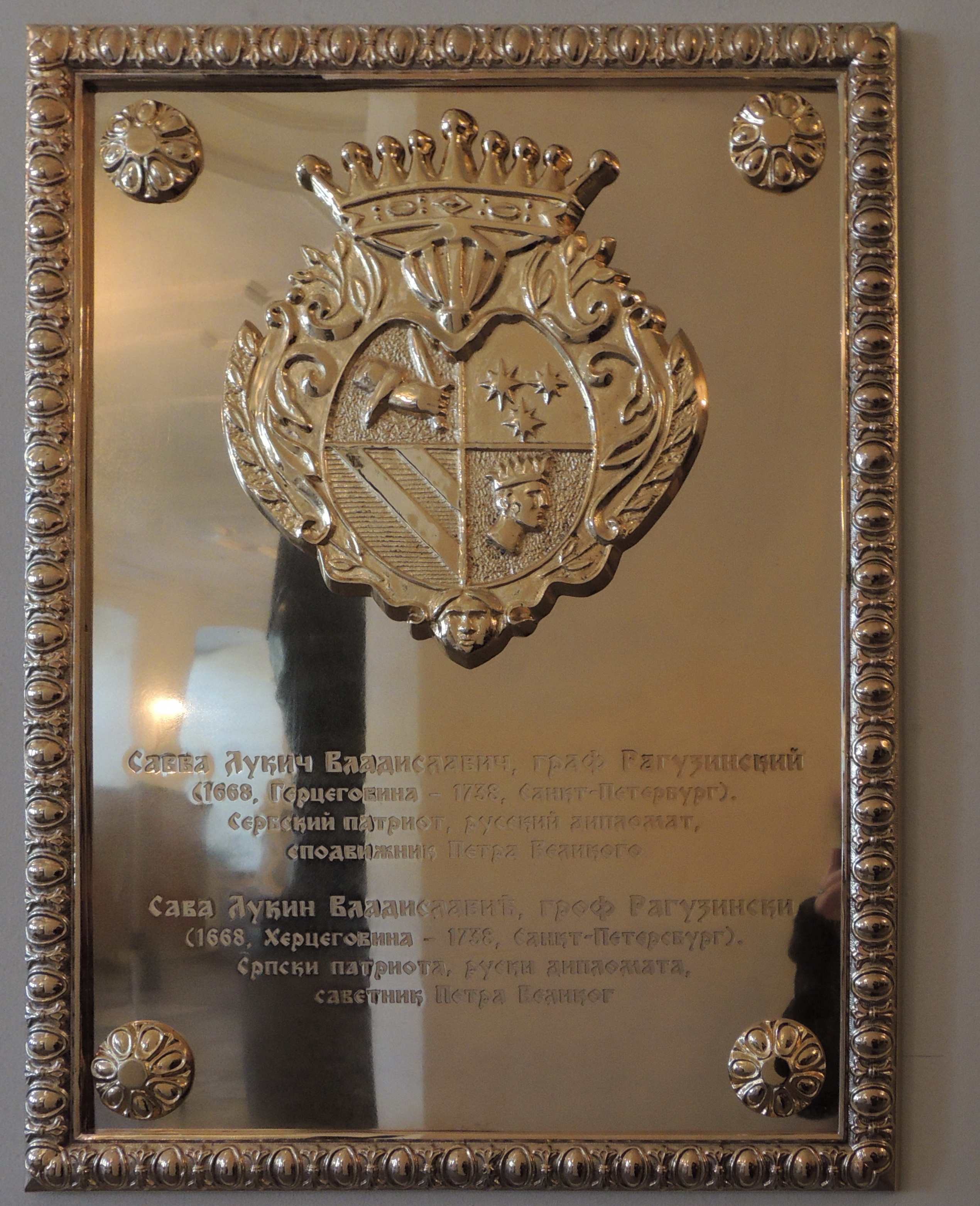
Slava Vladislavitschs Grabplatte,  Mariä-Verkündigungs-Kirche im Alexander-Newski-Kloster, St. Petersburg
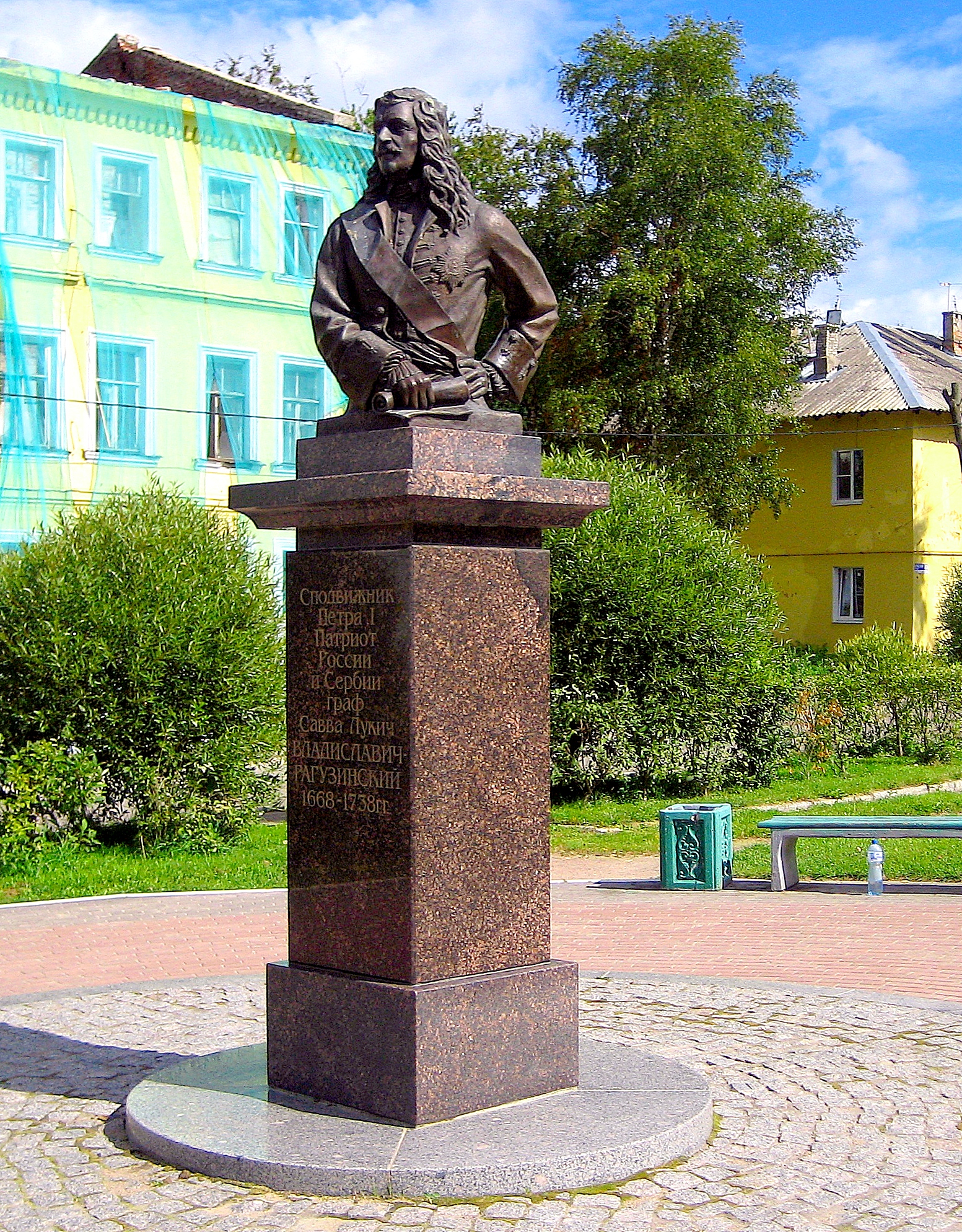
Vladislavitsch-Denkmal (G. Lasitsch-Tschapscha, 2011), Roter Platz, Schlüsselburg
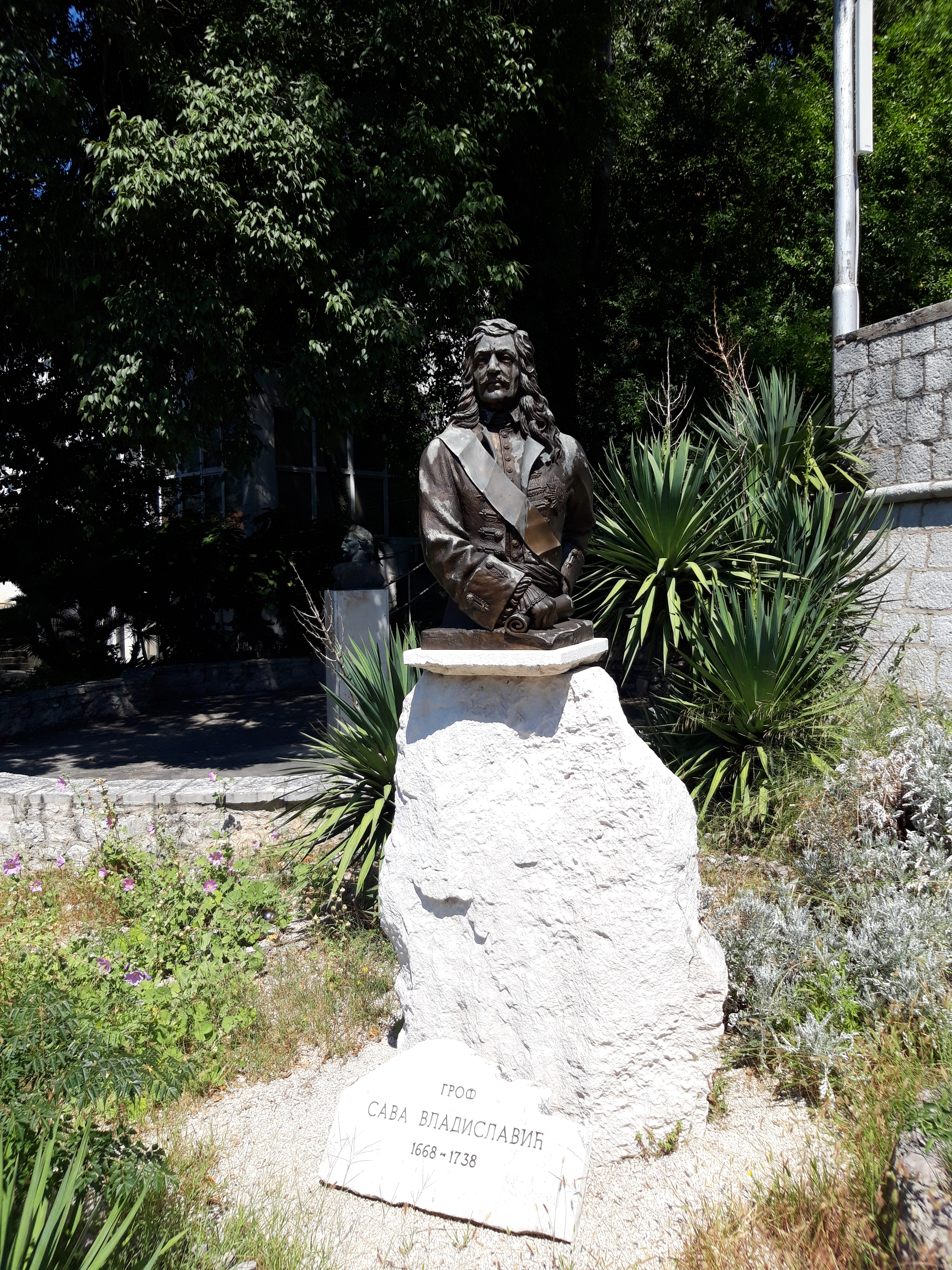
Vladislavitsch-Denkmal, Herceg Novi